# L'Edilizia Moderna
L'Edilizia Moderna era un periodico mensile di architettura pratica e costruzioni fondato nell'aprile 1892 dall'editore Arturo Demarchi in Milano. 
 La rivista analizzava con dovizia di particolari tecnici, disegni e immagini fotografiche di qualità le costruzioni più recenti degne di nota sorte in Italia e nel mondo.
Il primo numero venne distribuito nel mese di aprile con un programma firmato dal Comitato di Redazione composto dagli architetti e ingegneri Luca Beltrami, Andrea Ferrari, Federico Jorini, Carlo Mina e Gaetano Moretti. La rivista fu poi ceduta da Demarchi a partire dall'anno 1893 al Comitato di Redazione che continuò l'attività editoriale portando la sede in Corso Magenta n. 27.
La rivista cessò le pubblicazioni nel 1917